# Rhodactis rhodostoma
Rhodactis rhodostoma is een Corallimorphariasoort uit de familie van de Discosomatidae. De wetenschappelijke naam van de soort is voor het eerst geldig gepubliceerd in 1834 door Hemprich & Ehrenberg in Ehrenberg.